# Karl Bergström (byggmästare)

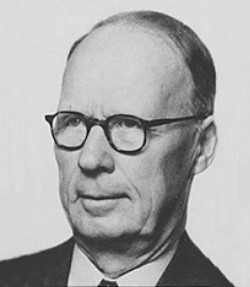
Karl Bergström.

Karl Bergström, född 10 augusti 1880 i Torsåkers församling, Gävleborgs län, död 28 september  1966 i Stockholm, var en svensk byggnadsingenjör och byggmästare. Tillsammans med Georg Hesselman drev han byggfirman Hesselman & Bergström som länge hörde till de ledande i Stockholm.

## Biografi
Karl Bergström var son till grundläggaren Sven Magnus Bergström och Laura Lindbom. Han genomgick Byggnadsyrkesskolan i Stockholm 1899 och var därefter anställd som ritare hos arkitekterna Erik Lallerstedt och Rudolf Arborelius. 1909 godkändes han som byggmästare av Stockholms byggnadsnämnd och vann burskap 1916. Han inträdde i Murmästareämbetet 1922 med mästare nummer 218. 
Tillsammans med byggnadsingenjören Georg Hesselman, vilken han lärt känna under sin utbildningstid, bildade han 1907 firman Hesselman & Bergström, som uppförde ett flertal monumentala nybyggnader i Stockholm. Mellan 1932 och 1955 innehade han en egen byggnadsfirma. Han var styrelseledamot i Ränte- och kapitalförsäkringsanstalten, AB Betongindustr och Byggnadsentreprenörernas fastighets AB. 

### Arbeten i urval
- Barnsjukhuset Samariten
- Sjömansinstitutets hus
- Hasse W. Tullbergs boktryckeri

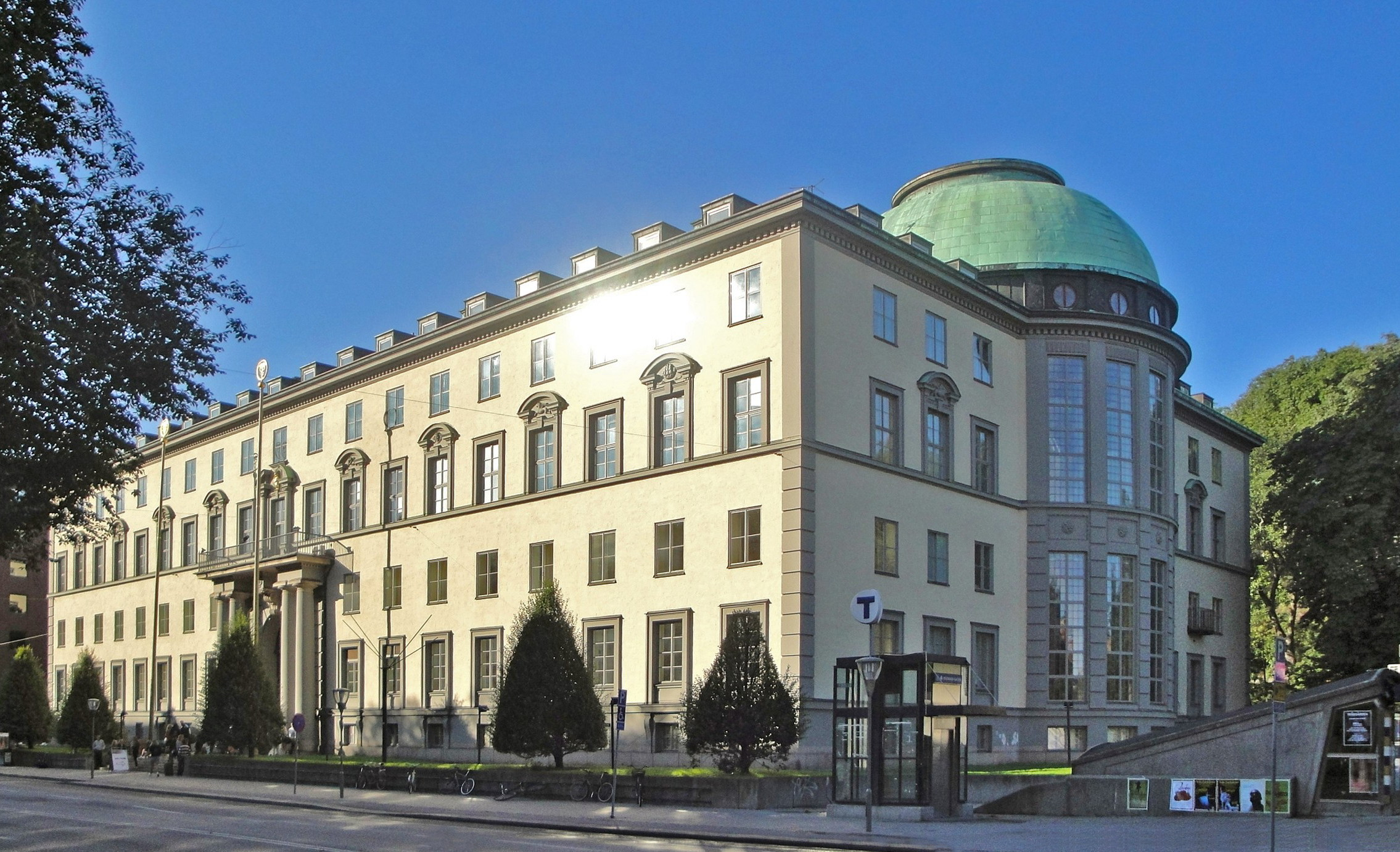
Handelshögskolans huvudbyggnad uppfördes 1925 av Hesselman & Bergström.

- Sånglärkan 2 (stadsvilla för ingenjören Hugo Theorell)
- Tofslärkan 8 (Arvedsons gymnastikinstitut)
- Villa Graninge (sommarhus för bankdirektören Mauritz Philipson)
- Villa Geber (villa för bankiren Philip Geber)
- Sankt Görans församlingshus
- Stockholms enskilda bank, Hornsgatan 1–3
- Stockholms enskilda bank, Kungsträdgårdsgatan 10
- Svenska Handelsbanken, Kungsträdgårdsgatan 4
- Skandinaviska Banken, Gustav Adolfs torg 22
- Huvudbyggnad för Stockholms handelshögskola

Arbeten i urval
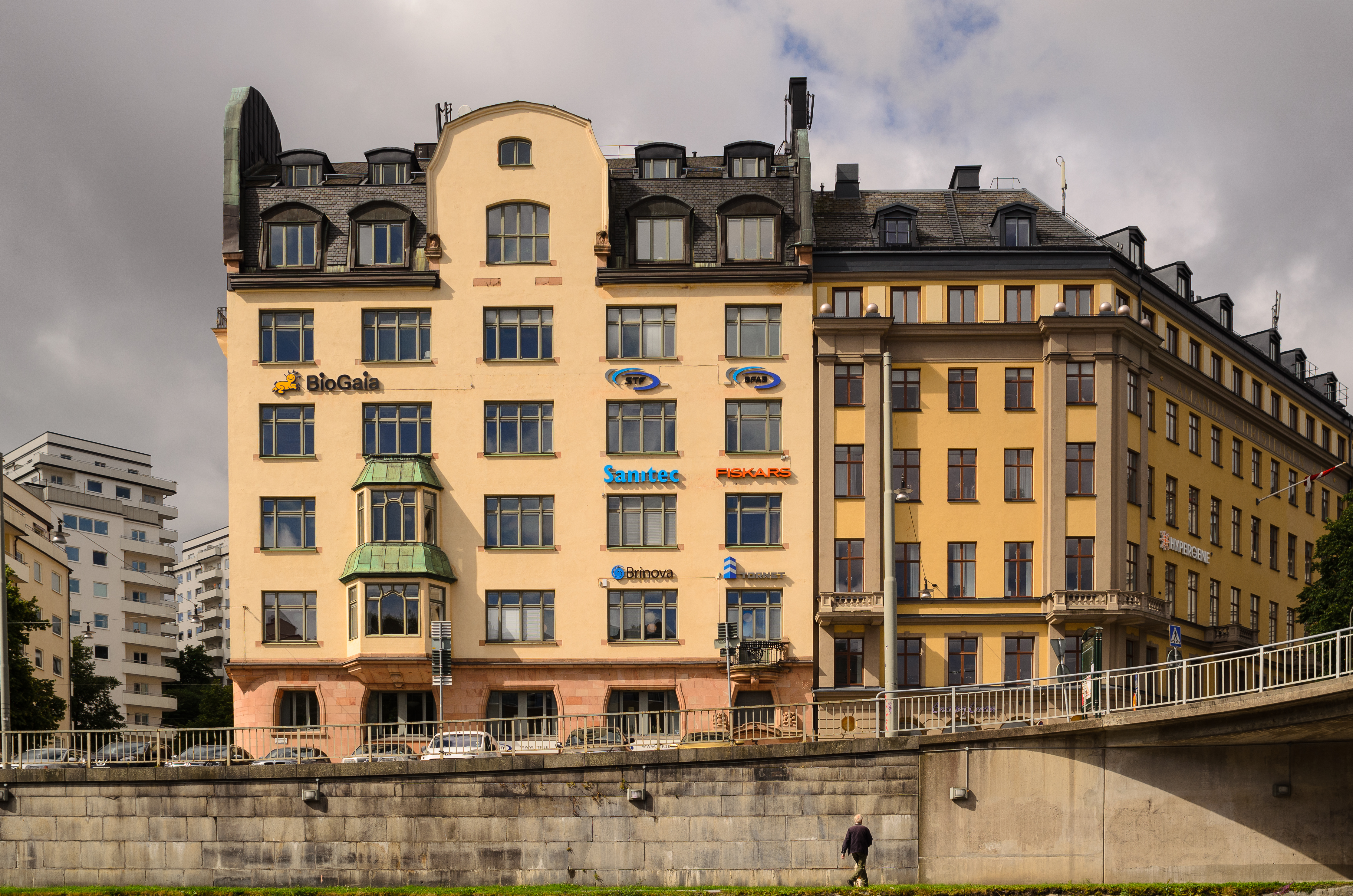
Hasse W. Tullbergs boktryckeri.
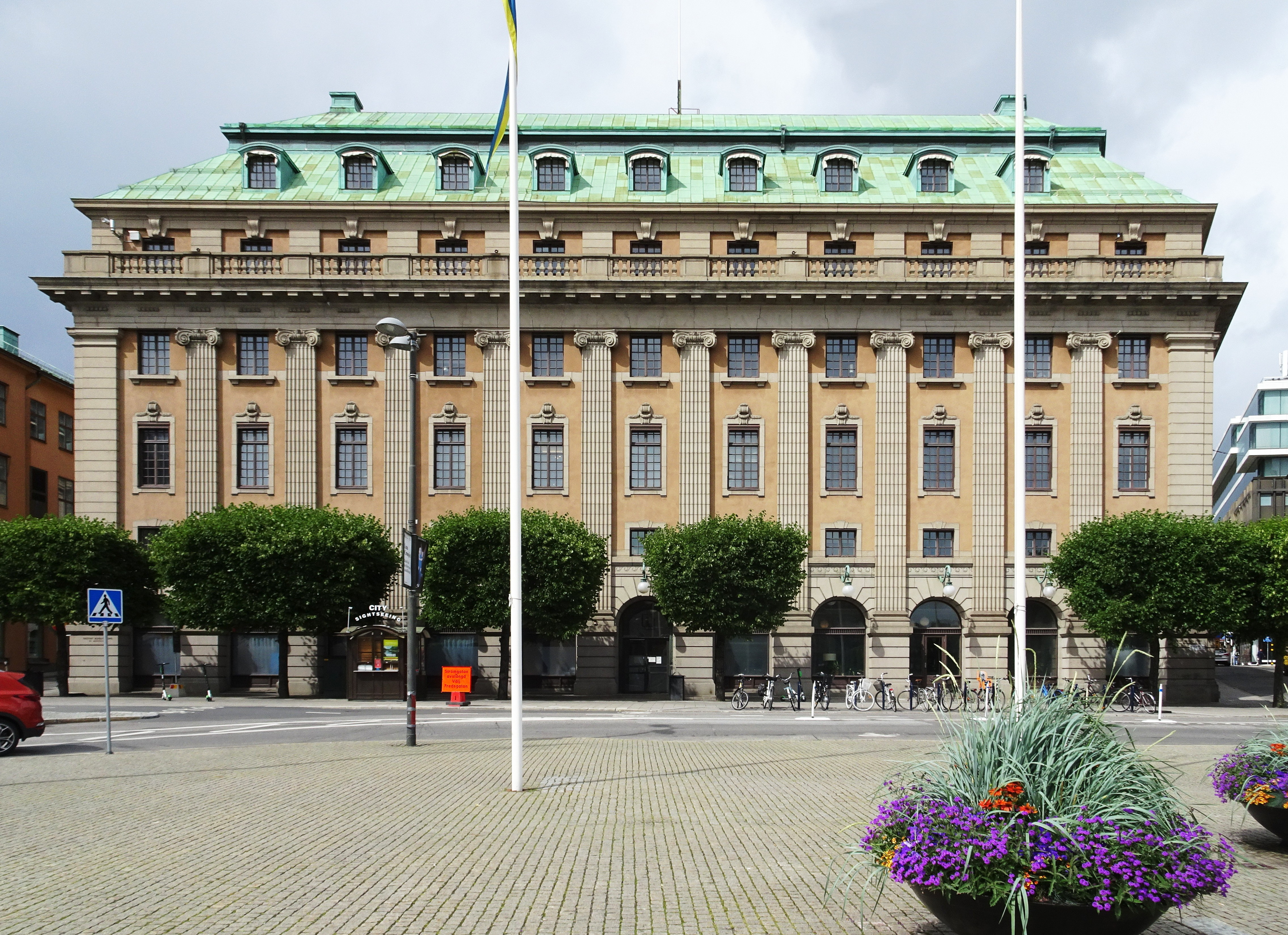
Skandinaviska Banken, Gustav Adolfs torg 22.
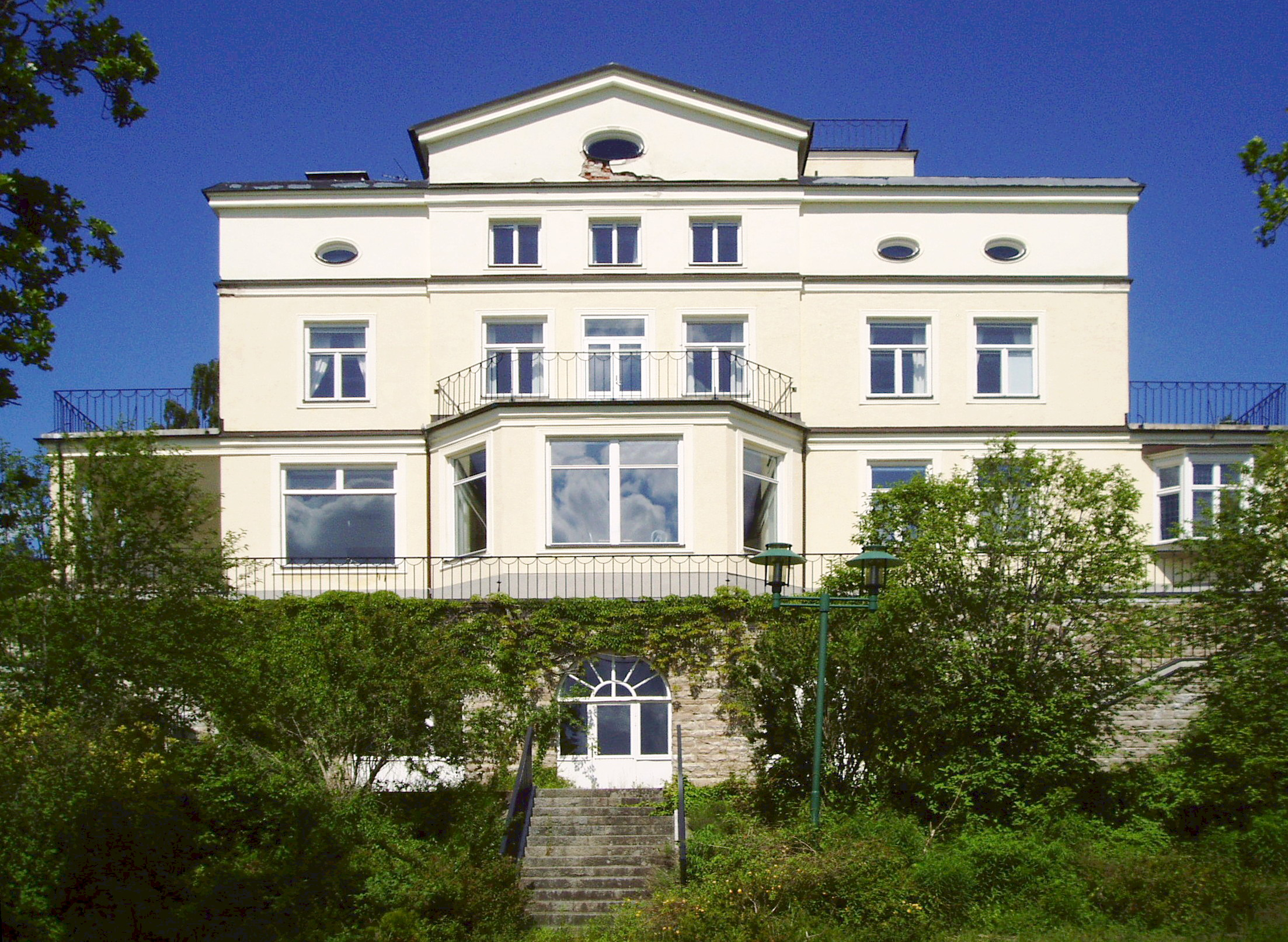
Villa Graninge (sommarhus för bankiren Mauritz Philipson).
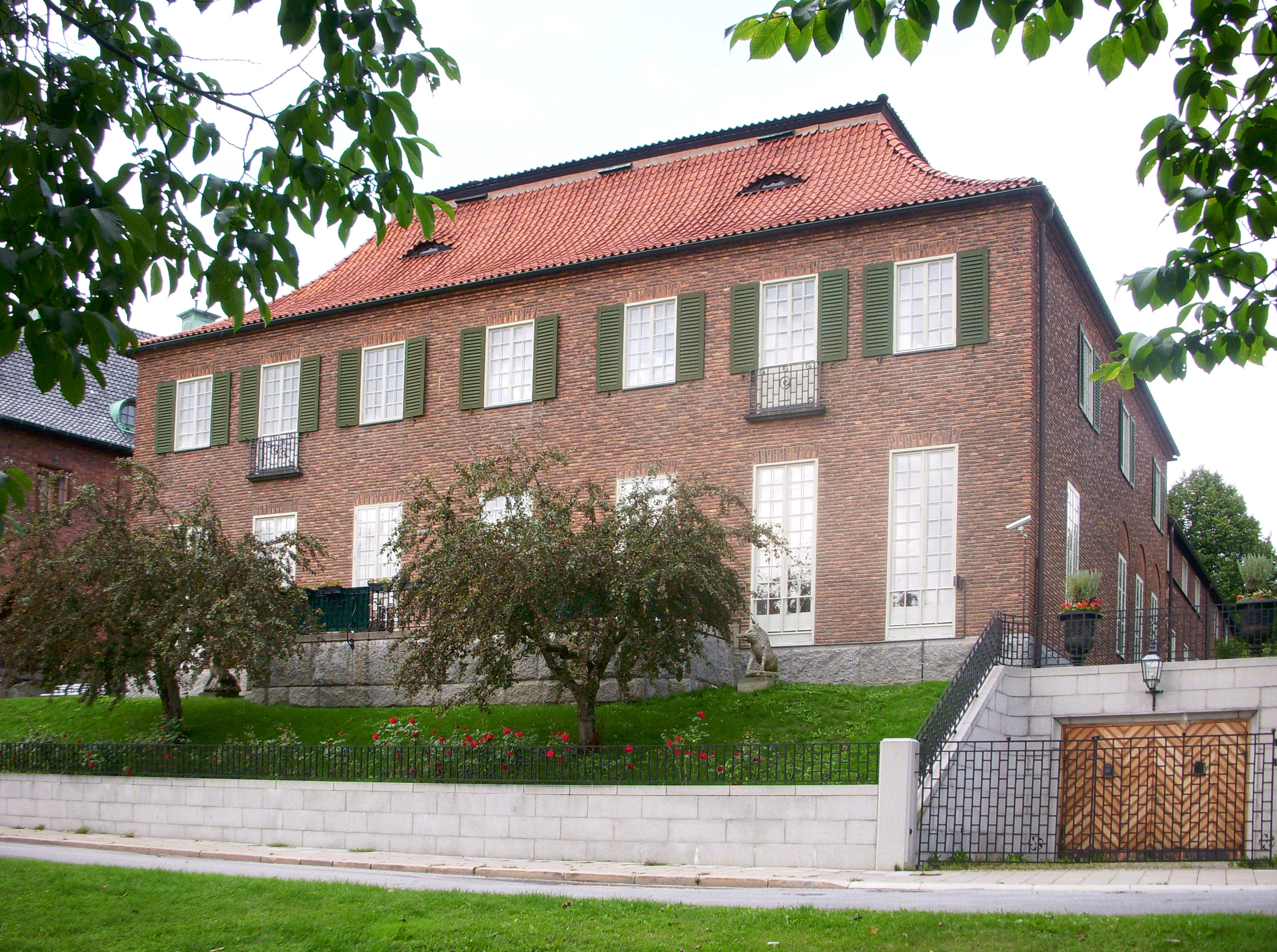
Villa Geber (stadsvilla för bankiren Philip Geber).
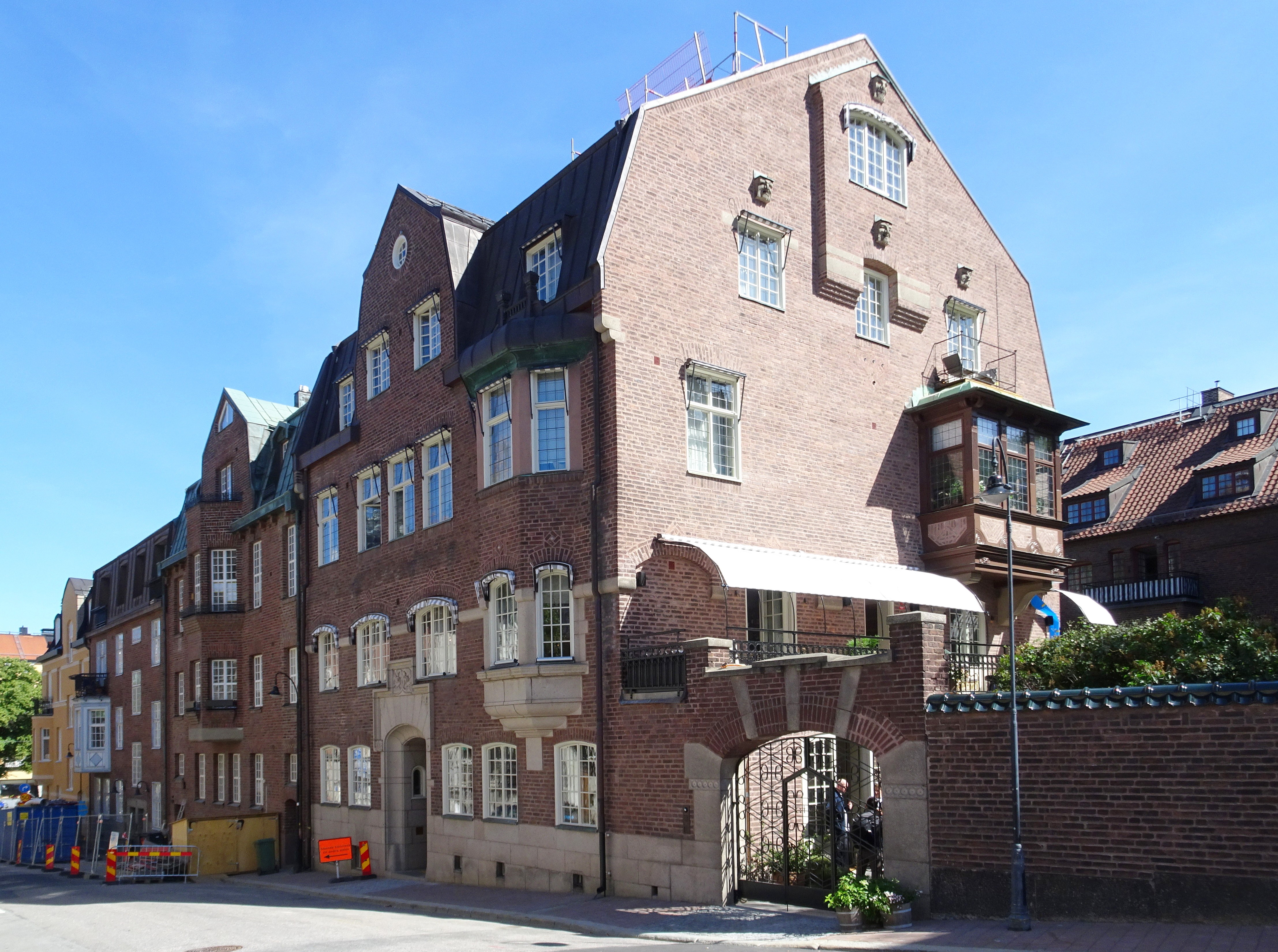
Sånglärkan 2 (stadsvilla för ingenjören Hugo Theorell.

### Familj
Bergström var sedan 1907 gift med Ester Hildur Sundström. Paret fick fyra barn: Bo (född 1908), Inga (född 1913), Lennart (född 1917) och Arne (född 1921). Bergström fann sin sista vila på Norra begravningsplatsen där han gravsattes den 22 oktober 1966 i familjegraven.

### Noter

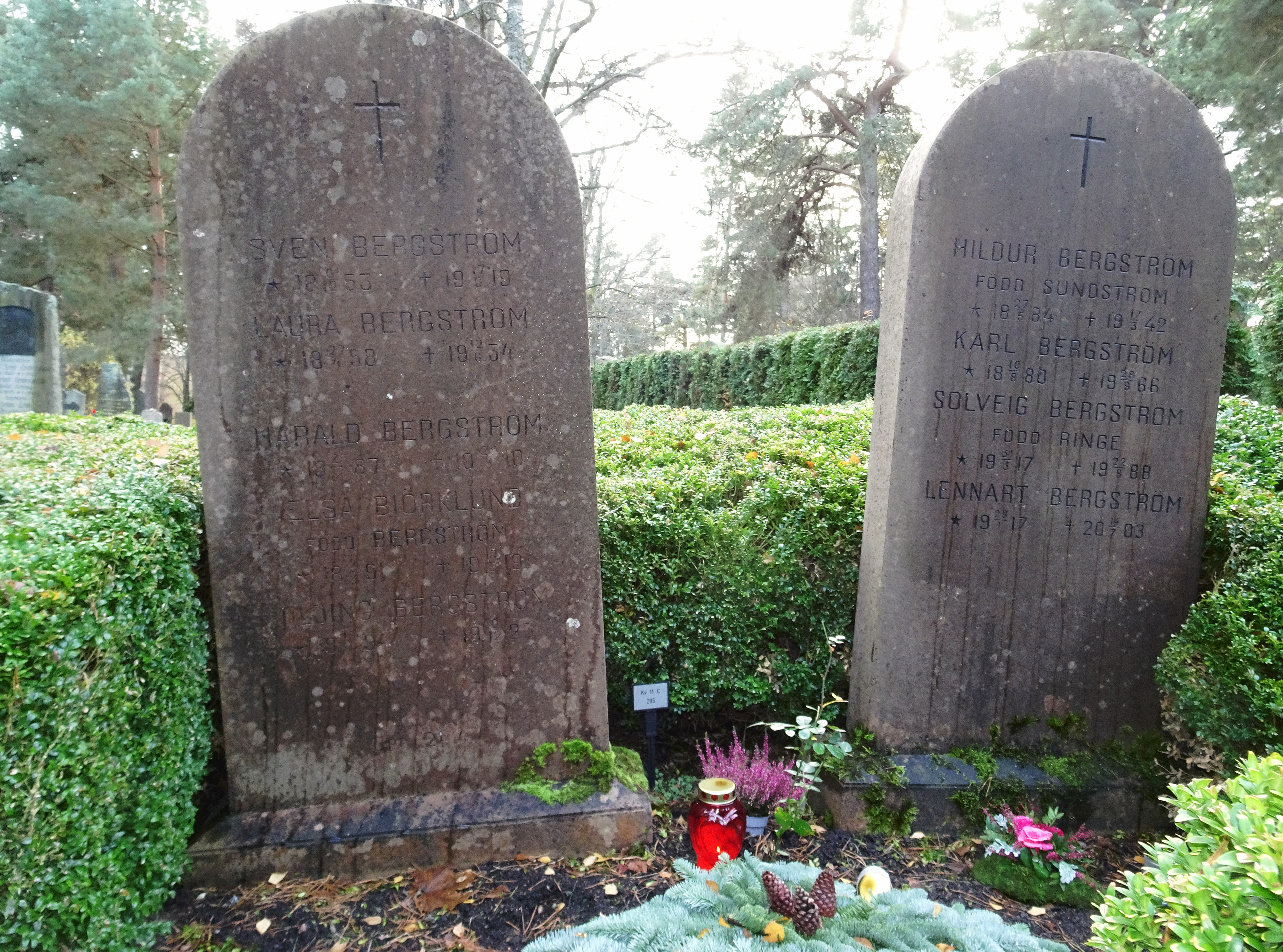
Bergströms familjegrav på Norra begravningsplatsen.